# Cyrtococcum
Cyrtococcum  Stapf é um género botânico pertencente à família Poaceae, subfamília Panicoideae, tribo Paniceae.
Suas espécies ocorrem na África, Ásia, Australásia, Pacífico, América do Norte e América do Sul.

## Espécies
- Cyrtococcum accrescens (Trin.) Stapf
- Cyrtococcum bosseri A. Camus
- Cyrtococcum capitis-york B.K. Simon
- Cyrtococcum carinatum Stapf & Ridl.
- Cyrtococcum chaetophoron (Roem. & Schult.) Dandy
- Cyrtococcum deccanense Bor
- Cyrtococcum deltoideum (Hack.) A. Camus
- Cyrtococcum fuscinode (Steud.) A. Camus
- Cyrtococcum humbertianum A. Camus
- Cyrtococcum longipes (Wight & Arn. ex Hook. f.) A. Camus
- Cyrtococcum multinode (Lam.) Clayton
- Cyrtococcum muricatum (Retz.) Bor
- Cyrtococcum nossibeense A. Camus
- Cyrtococcum oxyphyllum (Hochst. ex Steud.) Stapf
- Cyrtococcum patens (L.) A. Camus
- Cyrtococcum pilipes (Nees & Arn. ex Büse) A. Camus
- Cyrtococcum radicans (Retz.) Stapf
- Cyrtococcum schmidtii (Hack.) Henrard
- Cyrtococcum setigerum(P. Beauv.) Stapf
- Cyrtococcum sparsicomum (Nees ex Steud.) A. Camus
- Cyrtococcum tamatavense A. Camus
- Cyrtococcum trigonum (Retz.) A. Camus
- Cyrtococcum warburgii (Mez) Stapf